# Ol'ha Zemljak
Ol'ha Mykolaïvna Zemljak (in ucraino Ольга Миколаївна Земляк?; Rivne, 16 gennaio 1990) è una velocista ucraina.

## Palmarès
| Anno | Manifestazione    | Sede           | Evento      | Risultato  | Prestazione | Note                                     |
| ---- | ----------------- | -------------- | ----------- | ---------- | ----------- | ---------------------------------------- |
| 2008 | Mondiali juniores | Bydgoszcz      | 400 m piani | Semifinale | 54"66       |                                          |
| 2008 | Mondiali juniores | Bydgoszcz      | 4×400 m     | Argento    | 3'34"20     |                                          |
| 2009 | Europei juniores  | Novi Sad       | 400 m piani | dq         | dq          | Doping                                   |
| 2009 | Europei juniores  | Novi Sad       | 4×400 m     | dq         | dq          | Doping                                   |
| 2012 | Europei           | Helsinki       | 200 m piani | 4ª         | 50"01       |                                          |
| 2012 | Europei           | Helsinki       | 4×400 m     | Oro        | 3'25"07     |                                          |
| 2012 | Giochi olimpici   | Londra         | 4x400 m     | Bronzo     | 3'23"57     |                                          |
| 2013 | Europei indoor    | Göteborg       | 400 m piani | Batteria   | 53"26       | Miglior prestazione personale stagionale |
| 2013 | Europei indoor    | Göteborg       | 4×400 m     | 5ª         | 3'34"61     |                                          |
| 2013 | Mondiali          | Mosca          | 4×400 m     | 4ª         | 3'27"38     |                                          |
| 2014 | Europei           | Zurigo         | 400 m piani | Argento    | 51"36       |                                          |
| 2014 | Europei           | Zurigo         | 4×400 m     | Argento    | 3'24"32     |                                          |
| 2015 | Mondiali          | Pechino        | 400 m piani | Batteria   | 52"00       |                                          |
| 2015 | Mondiali          | Pechino        | 4×400 m     | 6ª         | 3'25"94     |                                          |
| 2016 | Europei           | Amsterdam      | 400 m piani | Semifinale | 52"54       |                                          |
| 2016 | Europei           | Amsterdam      | 4×400 m     | 6ª         | 3'27"64     |                                          |
| 2016 | Giochi olimpici   | Rio de Janeiro | 400 m piani | 7ª         | 51"24       |                                          |
| 2016 | Giochi olimpici   | Rio de Janeiro | 4x400 m     | 5ª         | 3'26"64     |                                          |